# Żyroskop akustoelektroniczny

Żyroskop akustoelektroniczny - widok ogólny

Żyroskop akustoelektroniczny - powiększenie obszaru międzyprzetwornikowego

Żyroskop akustoelektroniczny – układ akustoelektroniczny wykorzystujący powierzchniowe fale akustyczne w materiale do określania obrotu urządzenia. Układy te należą do żyroskopów wibracyjnych. Konstruowane są różne typy żyroskopów opartych na powierzchniowej fali akustycznej, które wg zasady działania dzieli się na żyroskopy oparte na fali stojącej fali biegnącej.
Żyroskop akustoelektroniczny z falą stojącą składa się z rezonatora z AFP, poprzecznie umieszczonych przetworników międzypalczastych oraz metalowych ciężarków ulokowanych w strzałkach fali stojącej rezonatora. Stojąca fala Rayleigha powoduje ruch ciężarków w kierunku prostopadłym do podłoża. Obracanie przyrządu wokół osi symetrii rezonatora powoduje powstawanie siły Coriolisa generującej bieżącą falę Rayleigha, docierającą do przetworników międzypalczastych, konwertujących ją następnie na sygnał elektryczny o czasie trwania równym czasowi obrotu przyrządu i amplitudzie proporcjonalnej do szybkości jego obrotu.
Ostatecznie, wygenerowany w ten sposób sygnał elektryczny zawiera pełną informację o ruchu obrotowym układu żyroskopu wokół osi symetrii rezonatora.
Do głównych zalet takiego żyroskopu zaliczyć należy:
- wysoką trwałość i niezawodność
- miniaturowe rozmiary geometryczne (typowo 10x10 mm)
- dość wysoką czułość (rzędu °/s)